# Guy Spitaels
Guy Gustave Arthur Ghislain Spitaels (ur. 3 września 1931 w Ath, zm. 21 sierpnia 2012 w Brukseli) – belgijski i waloński polityk, samorządowiec oraz nauczyciel akademicki, parlamentarzysta, minister (1977–1979) i wicepremier (1979–1981), w latach 1981–1992 przewodniczący Partii Socjalistycznej, od 1989 do 1992 przewodniczący Partii Europejskich Socjalistów, w latach 1992–1994 premier Walonii.

## Życiorys
Ukończył prawo (1955) oraz politologię i socjologię (1957) na Université catholique de Louvain. Kształcił się również w Kolegium Europejskim. Pracował jako nauczyciel akademicki na Université Libre de Bruxelles, od 1966 na stanowisku profesorskim. Był również zatrudniony w Institut de Sociologie Solvay, w latach 1964–1968 pełnił funkcję dyrektora do spraw naukowych tego instytutu. Wykładał także na uczelniach w Brugii i w Reims.
Działał w Belgijskiej Partii Socjalistycznej, a po jej podziale z 1978 w walońskiej PS. Na początku lat 70. obejmował stanowiska polityczne w administracji rządowej (m.in. szefa gabinetu socjalistycznych ministrów). W latach 1974–1995 wchodził w skład federalnego Senatu. Był członkiem walońskiej rady regionalnej (1974–1977, 1980–1985), radnym Ath (1977–2000) i burmistrzem tej miejscowości (1977–1997).
W latach 1977–1979 pełnił funkcję ministra zatrudnienia i pracy w rządach, którymi kierowali Leo Tindemans i Paul Vanden Boeynants. Następnie do 1981 w kolejnych gabinetach Wilfrieda Martensa zajmował stanowisko wicepremiera odpowiedzialnego najpierw za budżet, później za komunikację. W latach 1981–1992 Guy Spitaels stał na czele walońskiej Partii Socjalistycznej, a od 1989 równocześnie przewodniczył Partii Europejskich Socjalistów. Od stycznia 1992 do stycznia 1994 sprawował urząd premiera Regionu Walońskiego. W latach 1995–1999 był posłem do regionalnego parlamentu Walonii, któremu przewodniczył do 1997.
Był jednym z socjalistycznych polityków zamieszanych w skandal korupcyjny z końca lat 80., związany z zamawianiem śmigłowców Agusta A109. Został skazany za udział w tym procederze na karę pozbawienia wolności z warunkowym zawieszeniem jej wykonania.